# Amphineurus (Amphineurus) operculatus
Amphineurus (Amphineurus) operculatus is een tweevleugelige uit de familie steltmuggen (Limoniidae). De soort komt voor in het Australaziatisch gebied.